# Рындя, Василий Ильич
Василий Ильич Рындя (1918—1993) — майор Советской Армии, участник Великой Отечественной войны, Герой Советского Союза (1942).

## Биография
Василий Рындя родился 20 июля 1918 года на хуторе Горбы (ныне — село в Гребёнковском районе Полтавской области Украины). После окончания пяти классов школы работал в колхозе. Позднее окончил курсы трактористов, работал по специальности. В сентябре 1939 года Рындя был призван на службу в Рабоче-крестьянскую Красную Армию. С начала Великой Отечественной войны — на её фронтах.
К декабрю 1941 года младший сержант Василий Рындя был механиком-водителем 3-й танковой бригады 37-й армии Южного фронта. Отличился во время боёв в Ворошиловградской области Украинской ССР. 26 декабря 1941 года в бою в районе населённых пунктов Берестовая и Весёлая (ныне — в черте Лисичанска) он вместе со своим экипажем уничтожил несколько десятков солдат и офицеров противника, а также большое количество его огневых точек. В том бою Рындя получил тяжёлое ранение, но сумел вывести свой танк из-под вражеского огня.
Указом Президиума Верховного Совета СССР «О присвоении звания Героя Советского Союза начальствующему и рядовому составу Красной Армии» от 27 марта 1942 года за «образцовое выполнение боевых заданий командования и проявленные при этом отвагу и геройство» удостоен высокого звания Героя Советского Союза с вручением ордена Ленина и медали «Золотая Звезда» за номером 820.
В 1943 году Рындя окончил Челябинское танко-техническое училище, в 1953 году — Высшие офицерские курсы бронетанковых и механизированных войск. В июне 1965 года в звании майора он был уволен в запас. Проживал и работал в Челябинске. Умер 9 августа 1993 года, похоронен на Успенском кладбище Челябинска.
Был также награждён орденами Отечественной войны 1-й степени и Красной Звезды, рядом медалей.